# Microstylum bromleyi
Microstylum bromleyi är en tvåvingeart som beskrevs av Timon-david 1952. Microstylum bromleyi ingår i släktet Microstylum och familjen rovflugor.
Artens utbredningsområde är Madagaskar. Inga underarter finns listade i Catalogue of Life.